# Audytorium 17

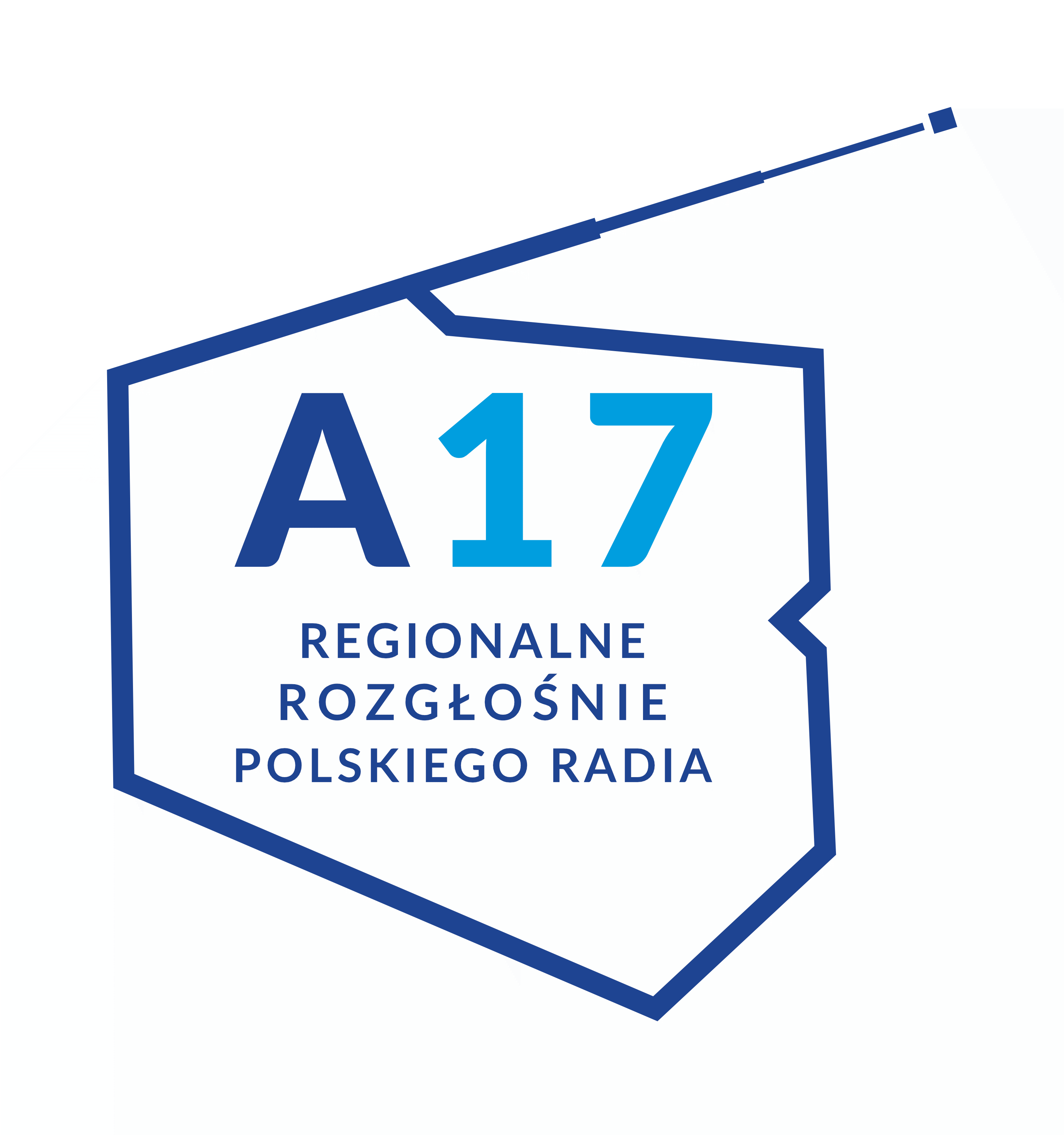
Logo Audytorium 17

Audytorium 17 – powołane 3 lipca 2001 roku porozumienie radiowe koordynujące działalność lokalnych stacji Polskiego Radia. Jest to spółka, której udziałowcami jest 17 Rozgłośni Regionalnych Polskiego Radia. Rozgłośnie te w ramach porozumienia wymieniają się audycjami, reportażami i materiałami realizowanymi we własnym zakresie. Audytorium 17 reprezentuje także oddziały Polskiego Radia przed domami brokerskimi (oferuje im czas reklamowy).